# Ken Shimura
Ken Shimura (志村 けん (Shimura Ken?), nome d'arte di Yasunori Shimura 志村 康徳 (Shimura Yasunori?); Higashimurayama, 20 febbraio 1950 – Tokyo, 29 marzo 2020) è stato un comico, attore e cantante giapponese.
Personaggio televisivo tra i più amati e popolari nel suo Paese, nei quasi cinque decenni di carriera ha catturato l'interesse e fatto ridere diverse generazioni di giapponesi. Noto per le sue esilaranti gestualità e mimica facciale, era inoltre popolare in altri Paesi asiatici dove i suoi programmi venivano trasmessi nella lingua originale giapponese. Era membro del gruppo comico The Drifters.

## Biografia
Al termine degli studi si unì come manager al gruppo di rock and roll The Drifters, che era stato formato nel 1964 da cinque giapponesi ed era noto per avere aperto nel 1966 un concerto dei Beatles al Budokan di Tokyo. Nel 1969 i Drifters si dedicarono alla comicità e alla satira e diventarono tra i più famosi giapponesi in questo ramo dell'intrattenimento con il loro show televisivo Hachijidayo Zeninshugo! (Sono le 8, troviamoci tutti!) trasmesso in prima serata fino al 1985, nel quale gli artisti erano protagonisti di diversi sketch e correvano avanti e indietro per il palco. Nel 1974 Shimura divenne membro effettivo del gruppo al posto di Chu Arai e come giovane debuttante si mise subito in evidenza, diventò uno dei protagonisti dello show recitando con energia e creando nuovi sketch e nuovi personaggi. Tra le scene più famose e divertenti da lui ideate in questo periodo vi sono quella in cui ballava assieme al concittadino Cha Katō la Hige Dansu (danza dei baffi} e quella dove ballava e cantava Higashimurayama Ondo, una canzone tradizionale della sua città natale. Lo spettacolo era molto seguito dai bambini, mentre alcune associazioni di genitori e insegnanti lo giudicarono sconveniente e protestarono per le sue volgarità.

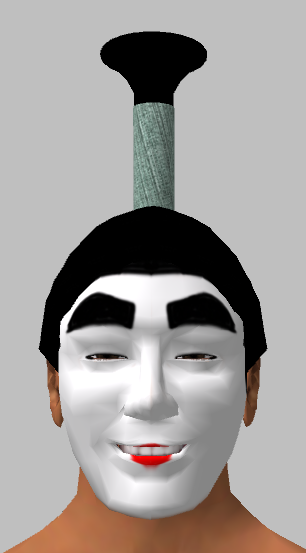
Trucco e acconciatura usati per il personaggio del feudatario stupido

Dopo la fine del programma Hachijidayo Zeninshugo!, nel 1986 Shimura e Katō diedero vita a Katō-Chan Ken-Chan Gokigen TV (la TV del buon umore con Katō-Chan e Ken-Chan), altro programma di satira e intrattenimento umoristico che fu mandato in onda al sabato sera fino al 1992 sulla TBS, una delle principali reti televisive giapponesi. Oltre alle consuete scenette umoristiche che li vedeva protagonisti, su idea di Shimura furono trasmessi filmati amatoriali girati dai telespettatori. Il format di successo di questa idea innovatrice fu venduto dalla TBS nel 1989 alla rete TV statunitense ABC, che lo mandò in onda in America’s Funniest Home Videos, e l'anno dopo alla ITV britannica per You've Been Framed, programmi che ebbero entrambi un grande e duraturo successo.
Fra i più famosi personaggi da lui creati e proposti in diversi dei suoi spettacoli spiccano Baka Tonosama (signore feudale stupido) – parodia di uno strampalato feudatario usata come satira contro i politici suoi contemporanei – e Henna Ojisan (strano zio), personaggio che sbucava all'improvviso davanti a belle ragazze e le derubava. Vi erano poi il cameriere Desh Otoko (uomo Desh) e la vecchietta Hitomi Baba (vecchia Hitomi), popolari personaggi che combinavano un sacco di guai. Negli sketch erano spesso presenti scene con riferimenti sul sesso abbastanza volgari. Shimura era schivo e taciturno di natura, molto diverso dai ruoli che interpretava nei suoi spettacoli, ed era riluttante ad apparire nei talk-show che andavano molto di moda. Da grande appassionato che era dava importanza nei suoi lavori alla musica, a inizio carriera sceglieva personalmente le musiche da abbinare ai suoi spettacoli, nei quali ebbe spesso come ospiti musicisti e cantanti. Girò anche alcuni sketch con il comico statunitense Leslie Nielsen.
Una delle sue caratteristiche più amate dagli spettatori era che le sue gag umoristiche sembravano improvvisate, erano inoltre di facile comprensione e le sue parodie erano varie. Il suo umorismo si basava più sulla mimica facciale e sulla gestualità che sulle parole e trovò quindi estimatori anche nei Paesi esteri dove i suoi spettacoli venivano trasmessi, in particolare in Asia. Tra le fonti di ispirazione per Shimura vi era Jerry Lewis, e tra gli altri comici a cui il suo nome viene accostato dai media internazionali vi sono quelli dei fratelli Marx, di Robin Williams e – per quanto riguarda la danza dei baffi – di Charlie Chaplin.

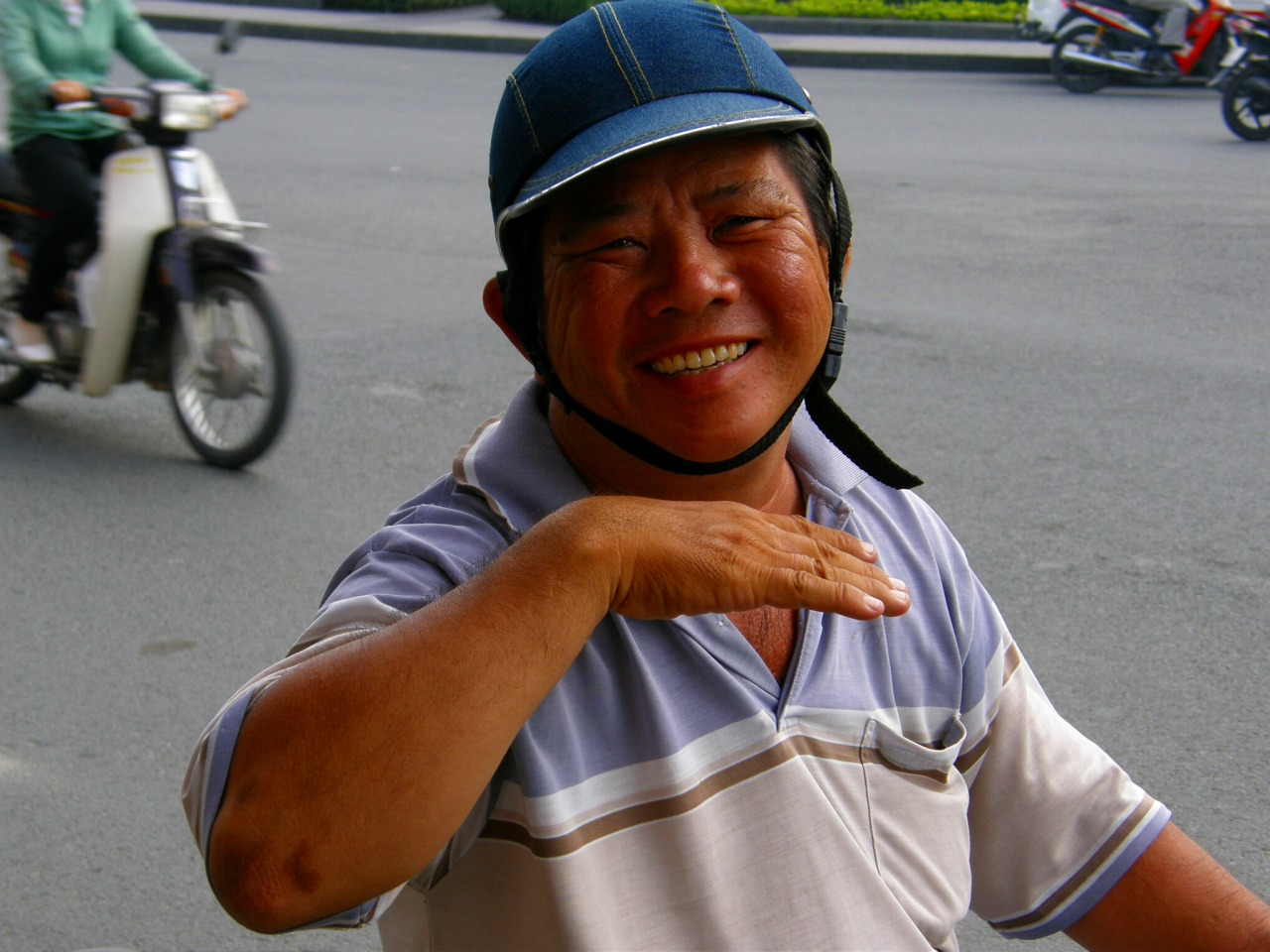
Vietnamita che imita uno dei gesti più popolari di Shimura

Nel 1987 prese il via la serie televisiva Shimura Ken no daijoubudaâ (Lo star bene di Shimura Ken), primo programma accreditato a lui da solo in cui si esibiva in nuovi sketch accompagnato da vari ospiti che fu mandato in onda fino al 1993. Fu la prima delle molte serie televisive a lui dedicate nelle quali Shimura lavorò ininterrottamente fino agli ultimi anni di vita, mantenendo il suo stile, proponendosi sempre con degli sketch e continuando ad avere successo. Nel cinema fece solo alcune rarissime apparizioni e mai da protagonista, nonostante le varie offerte ricevute di partecipare ad altri film. Nel 2006 iniziò a portare i propri lavori in teatro con lo spettacolo Shimurakon (Lo spirito di Shimura).
Quando si ammalò stava comunque per accingersi a girare le riprese di un film, ma dovette farsi ricoverare con i sintomi di una polmonite il 20 marzo 2020 e tre giorni dopo risultò positivo a un test per il COVID-19, diventando il primo personaggio del mondo dello spettacolo giapponese ad annunciare di aver contratto il virus. Morì il 29 marzo nell'ospedale dove era ricoverato. Per il pubblico che gli era affezionato fu una tragedia, e molti furono i media e le agenzie di stampa che diedero la notizia della sua morte anche all'estero. Due giorni più tardi, uno dei canali dell'emittente Fuji TV mandò in onda una trasmissione come atto di tributo a Shimura a cui assistettero oltre 40 milioni di spettatori.